# John M. Robsion
John Marshall Robsion, född 2 januari 1873 i Bracken County, Kentucky, död 17 februari 1948 i Barbourville, Kentucky, var en amerikansk republikansk politiker. Han var ledamot av USA:s representanthus 1919–1930 och på nytt från 1935 fram till sin död. Han representerade Kentucky i USA:s senat från januari till november 1930.
Robsion avlade 1900 juristexamen vid Centre College. Han arbetade först som lärare och sedan som advokat. Han var därefter bankdirektör i Barbourville.
Robsion efterträdde 1919 Caleb Powers som kongressledamot. Senator Frederic M. Sackett avgick i januari 1930 och Robsion blev utnämnd till senaten fram till fyllnadsvalet senare samma år. Demokraten Ben M. Williamson vann fyllnadsvalet och M.M. Logan vann valet som gällde den åtföljande sexåriga mandatperioden. Robsion efterträddes som senator av Williamson.
Robsion tillträdde 1935 på nytt som kongressledamot. Han avled 1948 i ämbetet och efterträddes av William Lewis.
Robsion var frimurare och medlem i Kristi Lärjungar. Han gravsattes på Barbourville Cemetery i Barbourville. Sonen John M. Robsion, Jr. var kongressledamot 1953–1959.